# Karl Gustav Mitscherlich
Karl Gustav Mitscherlich (Jever, 9 novembre 1805 – Berlino, 18 marzo 1871) è stato un farmacologo tedesco.
Fratello di Eilhard Mitscherlich, insegnò farmacologia a Berlino dal 1844 al 1871. Gli si devono importanti studi sulla chimica farmaceutica.